# Giraudus de Morech
Giraudus de Morech, que l'on pourrait traduire en français moderne par Giraud de Moricq, est un seigneur du fief de Moricq, le plus ancien connu. 
Il est mentionné dans un écrit datant de 1090. Il était un vassal du puissant seigneur de Talmont, Guillaume le Chauve.

## Histoire
Giraudus de Morech a vécu aux alentours de 1090, mais on ne connaît ni sa date de naissance ni celle de sa mort à ce jour. Tout ce que l'on sait, c'est qu'en 1170 vécut un certain Aimeric de Moric, que l'on suppose être le petit-fils de Giraudus. Selon toute vraisemblance, ce Aimeric aurait eu un fils, Raoul, qui aurait été en croisade avec Savary de Mauléon en 1217, et il y serait mort. La sœur de Raoul, Eustachia de Moric, marque la fin de la lignée des Moric. Elle se marie avec Hugues Luneau, seigneur de Bazoges.
On peut supposer, au vu de l'année où Giraudus de Morech a vécu, et l'époque probable du premier château fort digne de ce nom aurait été construit à Moric (vers fin XIe-début XIIe siècle), que ce pourrait être ce dernier qui aurait abandonné l'ancienne motte castrale au profit d'un nouveau château fort en pierres, fait d'un donjon et d'une enceinte solide. Cette hypothèse est même encore plus probable en considérant que Moricq était vassal de Talmont, qui avait déjà expérimenté le château maçonné dès 1030. Il semble donc logique qu'en une période aussi dangereuse, que si le seigneur de Talmont pensait que le château en pierres était la meilleure protection, il aurait ordonné à ses vassaux de faire de même.